# Csendes éj (dal)
A Csendes éj egy népszerű karácsonyi dal. Eredetileg német szövegét Josef Mohr osztrák pap írta Stille Nacht címmel, dallamát Franz X. Gruber komponálta 1818-ban. A ma elterjedt dallam kicsivel eltér Gruber eredetijétől, főleg a vége felé.
- Csendes éjAz amerikai Army Chorus feldolgozása

Nem tudod lejátszani a fájlt?

## Története
A dalt először az ausztriai Oberndorf bei Salzburg Szent Miklós-templomában (St.Nikolaikirche) adták elő 1818. december 25-én. Mohr már jóval korábban, 1816-ban megírta a szöveget, de csak az előadást megelőző szentestén kérte meg Grubert, hogy szerezzen dallamot és gitárkíséretet hozzá. Nem tudni, mi adta neki ezt az ötletet; a gitárzene abban az időben inkább a szórakozóhelyeken volt jellemző – a hagyomány úgy tartja, hogy a templom orgonája nem működött; a történet egy népszerű változatában egerek rágták szét a fújtatókat). Gruber először nem értett egyet Mohrral, mert félt, hogy a híveknek nem tetszik majd a gitárkíséret, de végül beleegyezett, és megírta a zenét, melyre hatással voltak Gruber szülőföldjének népzenei hagyományai. Mikor befejezte, már csak pár óra volt hátra a miséig. A karácsonyi misére érkező híveket eleinte meglepte az újítás, hogy gitárkísérettel adják elő az éneket, de végül megkedvelték a dallamot.

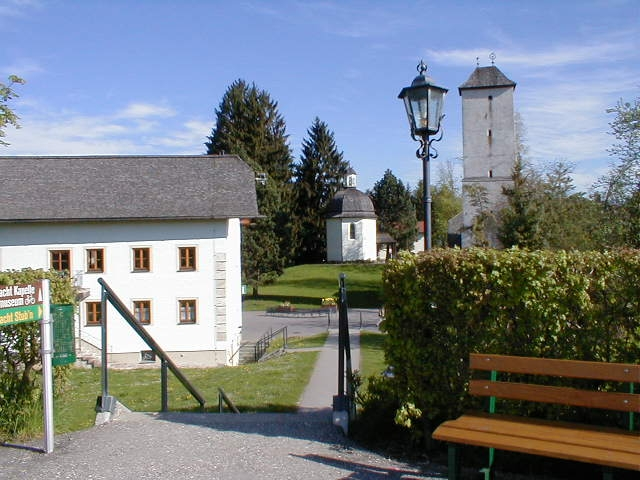
Az obendorfi Csendes éj-múzeum és emlékkápolna

Az 1900-as évek elején a Szent Miklós-templomot lebontották, egyrészt mert egy árvíz megrongálta, másrészt a városközpont messzebb került a folyótól, biztonságosabb helyre, és ott új templomot emeltek, közel az új hídhoz. A lebontott templom helyén egy emlékkápolna épült, a Csendes Éj Emlékkápolna (Stille-Nacht-Gedächtniskapelle), egy közeli házban pedig múzeumot alakítottak ki, ahová a világ minden tájáról érkeznek turisták, főleg decemberben.
A Csendes éj eredeti kézirata elveszett, de 1995-ben felfedeztek egy kéziratot Mohr írásával. A tudósok megállapították, hogy a dokumentum 1820 körülről származik. Ebből állapították meg, hogy Mohr 1816-ban írta a verset, mikor Mariapfarr zarándokhely templomának papja volt, a zenét pedig 1818-ban szerezte Gruber. Ez a legkorábbi, létező kézirat, és az egyetlen, amin Mohr kézírása szerepel.
Egy másik népszerű történet szerint a dal első előadása után feledésbe merült, mígnem egy orgonajavító mester 1825-ben megtalálta a kottáját. Ez azonban csak legenda, mert Gruber élete során több átdolgozásban is kiadta a művet; a Mohr-félét a salzburgi Museum Carolino-Augusteum őrzi.

## Kotta és dallam
| Stille Nacht! Heilige Nacht! Alles schläft. Einsam wacht Nur das traute heilige Paar. Holder Knab’ im lockigten Haar, Schlafe in himmlischer Ruh! | \| Szerző \| Mire \| Mű \| \| ------------- \| -------------------- \| ----------------------------- \| \| Karai József \| gyerekkar, zongora \| Fel nagy örömre, 24. oldal \| \| Petres Csaba \| három furulya \| Tarka madár, 154. kotta \| \| Ludvig József \| ének, gitárakkordok \| Mennyből az angyal, 10. oldal \| \| Soós András \| gyermek vonószenekar \| Karácsonyi muzsika, 14. oldal \| |                               |
| Szerző | Mire | Mű                            |
| Karai József | gyerekkar, zongora | Fel nagy örömre, 24. oldal    |
| Petres Csaba | három furulya | Tarka madár, 154. kotta       |
| Ludvig József | ének, gitárakkordok | Mennyből az angyal, 10. oldal |
| Soós András | gyermek vonószenekar | Karácsonyi muzsika, 14. oldal |

## Szövege
| Csendes éj, drága szent éj, mindenek álma mély. Nincs fönn más, csak a drága szent pár. Várja, gyermeke alszik-e már. Küldj le rá álmot, nagy ég! Csendes éj, drága szent éj. Örvendj, szív, bízva élj! Isten gyermeke áldva néz rád, hív az óra, mely víg reményt ád. Jézus a Földre leszállt! Csendes éj, drága szent éj. Pásztor nép, gyorsan kélj! Halld az angyali alleluját, száll itt zengve s a távolon át: Üdvhozó Jézusunk él! | Csendes éj, szentséges éj! Mindenek nyugta mély; Nincs fent más, csak a szent szülepár, Drága kisdedük álmainál. Szent Fiú, aludjál! Csendes éj, szentséges éj! Angyalok hangja kél; Halld a mennyei halleluját, Szerte zengi e drága szavát: Krisztus megszületett! Csendes éj! Szentséges éj! Szív, örülj, higgy, remélj! Isten Szent Fia hinti reád Ajka vigaszadó mosolyát: Krisztus megszabadít! | Csendes éj! Szentséges éj! Mindenek álma mély; Nincs fent más, csak a szent szülepár, Drága kisdedük álmainál, Szent Fiú, aludjál! Csendes éj! Szentséges éj! Angyalok hangja kél; Halld a mennyei halleluját, Szerte zengi a drága szavát. Krisztus megszabadít! Csendes éj! Szentséges éj! Szív, örülj, higgy, remélj! Isten Szent Fia hinti reád Ajka vigaszt adó mosolyát. Krisztus megszületett! |

## Feldolgozásai
A lista bővítendő.
A dalt számos könnyűzenei előadó is feldolgozta, főleg karácsonyi albumaikon.
- Mariah Carey Merry Christmas című albumán (1994).
- Enya írül, Oíche chiúin címmel énekelte fel, több kislemezén szerepel bónuszdalként.

## Filmes feldolgozásai

### A Csendes éj film (1976)
Silent Night, Holy Night címmel 1976-ban színes ausztrál mesefilm készült.
A film történetében egy kis hegyi faluban Gruber úr, a templom orgonistája készülődött a karácsonyra. A hangszer azonban elromlott, ezért Gruber úr és két kisfia Salzburgba mentek új alkatrészért. Hazafelé viharba keveredtek, és elveszítették a fontos csomagot. Miután hazatértek, a falu lelkésze és az orgonista egy új dalt írt az ünnepre, amelyet azóta is énekelnek szerte a világon.

### Csendes éj film (2002)
Silent Night címmel kanadai filmdráma készült 2002-ben Rodney Gibbons rendezésével. Története szerint 1944 karácsony estéjén az Ardenneki offenzíva alatt egy kis vadászlakban  három amerikai és három német katona szembesül a háború következményeivel. Felfedezik a bátorság és  a szent éjszaka mélyebb jelentését.

## Felvételek
- Csendes Éj (Silent Night in Hungarian). Budapesti Gyermekkar  YouTube (2008. október 25.)  (Hozzáférés: 2016. december 29.) (audió, fényképsorozat)
- Silent Night - Csendes éj. YouTube (2012. december 24.)  (Hozzáférés: 2016. december 29.) (audió) 28:12–31:39.
- Csendes éj ~ Karácsonyi dalok (teljes album). YouTube (2015. július 19.)  (Hozzáférés: 2016. december 29.) (audió) 32:48-tól.
- Csendes éj. Szekeres Adrien  YouTube (2010. december 25.)  (Hozzáférés: 2016. december 29.) (audió, képsorozat)
- Csendes éj. Ovitévé  YouTube (2012. szeptember 4.)  (Hozzáférés: 2016. december 29.) (audió)
- Csendes Éj (Silent Night in Hungarian) (3:25). YouTube